# The Sound of Girls Aloud
The Sound Of Girls Aloud este un album greatest hits lansat de grupul britanic Girls Aloud. Acesta a fost lansat în Marea Britanie și Irlanda pe data de 30 octombrie 2006, debutând direct pe locul #1 în UK, devenind primul #1 din întreaga lor carieră, vânzările din prima săptămână fiind de 84,354.

## Informații despre album
Albumul conține toate cele paisprezece single-uri lansate de grup și piesa Money. Toate single-uriele au ajuns pe locuri de top 10 în Marea Britanie și au intrat în clasamentele europene.

## Track listing

### Ediția Standard
| #   | Titlul                           | Durata |
| --- | -------------------------------- | ------ |
| 1.  | "Sound Of The Underground"       | 3:41   |
| 2.  | "Love Machine"                   | 3:25   |
| 3.  | "Biology"                        | 3:35   |
| 4.  | "No Good Advice"                 | 3:48   |
| 5.  | "I'll Stand By You"              | 3:43   |
| 6.  | "Jump"                           | 3:39   |
| 7.  | "The Show"                       | 3:36   |
| 8.  | "See The Day" Writer: Dee C. Lee | 4:04   |
| 9.  | "Wake Me Up"                     | 3:27   |
| 10. | "Life Got Cold"                  | 3:57   |
| 11. | "Something Kinda Ooooh"          | 3:22   |
| 12. | "Whole Lotta History"            | 3:47   |
| 13. | "Long Hot Summer"                | 3:52   |
| 14. | "Money"                          | 4:13   |
| 15. | "I Think We're Alone Now"        | 3:18   |

### Ediție Limitată Bonus Disc
| #  | Titlul                     | Durata |
| -- | -------------------------- | ------ |
| 1. | "No Good Advice"           | 3:48   |
| 2. | "Wake Me Up"               | 3:27   |
| 3. | "I Predict a Riot"         | 4:40   |
| 4. | "Sound of the Underground" | 3:35   |
| 5. | "Hanging on the Telephone" | 2:39   |
| 6. | "Loving is Easy"           | 3:01   |
| 7. | "Singapore"                | 3:00   |
| 8. | "Sacred Trust"             | 5:01   |

## Piese Lansate

### Something Kinda Ooooh
Pe data de 16 octombrie 2006, single-ul a fost lansat în format digital. Datorită popularității sale a reușit să ajungă pe prima poziție a clasamentului iTunes, devenind astfel cel de-al doilea no.1 în acel clasament, celălalt single care a reușit să ajungă pe locul 1 în topul iTunes a fost Biology. Înainte cu o săptămână de lansarea oficială single-ul a intat în clasamentul UK Singles Chart direct pe locul #5, datorită descărcărilor digitale, devenind prima astfel de intare reușită de un act britanic. După lansarea oficială single-ul a ajuns pe #3, cu vânzări de peste 42,000 de copii. Single-ul a rezistat cinci săptămâni în top 10, în Regatul Unit. În Irlanda single-ul le-a readus pe fete în top 10, pe locul #7.

### I Think We're Alone Now
I Think We're Alone Now a debutat pe locul #50 în clasamentul din Regatul Unit, cu o săptămână înainta lansării propriu-zise, cu ajutorul descărcărilor digitale. În a doua săptămână a uract până pe locul #4, nereușnd o clasare pe locul #3 datorită unei deiferențe de 17 copii. Single-ul a reușit să mai rămână în top 10 pentru încă o săptămână, după care a coborât până la ieșirea din clasament. În Irlanda nu a reușit decât un loc #11, ieșind din clasament a șaptea săptămână. În România, piesa a fost un adevărat succes, în comparație cu toate celelalte lasări, reușind un loc #34 la începutul anului 2007.

## Clasamente și certificate
| Clasamente (2006)     | Poziția maximă | Certificat |
| --------------------- | -------------- | ---------- |
| UK Albums Chart       | 1              | Platină    |
| European Albums Chart | 4              |            |
| Irish Albums Chart    | 9              | Platină    |
| Estonian Albums Chart | 17             |            |
| United World Chart    | 21             |            |